# Ortostat
Ortostat (gr.: ὐρϑός: ravan, uspravljeni; στατός: postavljen) je kameni blok uspravljen na jednoj od dviju bočnih (užih) stranica. Rabio se u megalitskom graditeljstvu, a red takvih kamenih blokova u zidu činio je podnožje cele antičkih grčkih hramova. Mogao je biti postavljen izravno u zemlju ili dio postojeće građevine.